# エレゼン
エレゼン（モンゴル語: Erezen, ? - ?）は、チンギス・カンの息子ジョチの子孫で、オルダ・ウルスの第8代当主。ペルシア語による表記はیرزن(īrazan)。
一般的にはジョチの長男オルダの末裔とされるが、ジョチの七男ボアルの末裔またはジョチの13男トカ・テムルの末裔であるとする説もある。

## 概要
14世紀初頭、オルダ・ウルスでは王族のクペレクが当主のバヤンに対して叛乱を起こし、クペレクが中央アジアのカイドゥ・ウルスの協力を得たことでバヤンはオルダ・ウルスを逐われるという事件が行った。この事件を通じてオルダ・ウルスは弱体化し、『集史』など同時代の史料に全く言及されなくなる。
バヤン以後のオルダ・ウルスについて始めて詳細に言及するのはティムール朝期に編纂された『ムイーン史選』で、同書によると「ノガイの息子サシ・ブカ」なる人物がジョチ・ウルスのウズベク・ハン（在位：1313年 - 1342年）と同時代にオルダ・ウルスを治めていたと記される。『ムイーン史選』ではサシ・ブカの死後、息子のエレゼンが「ウズベクの命によって」父の地位を継承したとされる。これは、サシ・ブカとエレゼン父子がバトゥ・ウルスに隷属する状態にあったことを指すものと理解されている。
また、エレゼンはオトラル、サウランなどシル川流域の諸都市を復興させたと伝えられており、オルダ・ウルスはこの頃イルティシュ川流域からシル川流域に中心を移したようである。エレゼンの死後は、ムバーラク・ホージャなる人物が地位を継承したとされる。

## 家系
唯一サシ・ブカ-エレゼン父子の事蹟を語る『ムイーン史選』は、彼等を「ジョチの8男ボアルの子孫」とするが、これは史実と認められていない。そのため、サシ・ブカは『集史』や『高貴系譜』といった史料に基づいてジョチの長子オルダ家の末裔、もしくはトカ・テムル家の末裔であるという説が出された。一方、エレゼンについては同時代の系譜史料に全く名前が言及されず、その実在性を疑問視する説もある。

### オルダ家説
- ジョチ(Jöči ＞朮赤/zhúchì,جوچى خان/jūchī khān)
  - オルダ(Orda ＞斡魯朶/wòlǔduǒ,اورده/ūrda)
    - サルタクタイ(Sartaqtai ＞سرتاقتای/sartāqtāī)
      - コニチ(Qoniči ＞火你赤/huŏnǐchì,قونیچى/qūnīchī)
        - バヤン(Bayan ＞伯顔/bǎiyán,بایان/bāyān)
          - サシ・ブカ(Sasi buqa ＞ساسی بوقا/sāsī būqā)
            - エレゼン(Erezen ＞یرزن/īrazan)

### トカ・テムル家説
- ジョチ(Jöči ＞朮赤/zhúchì,جوچى خان/jūchī khān)
  - トカ・テムル(Tosa temür ＞توقا تیمور/tūqā tīmūr)
    - バイムル(Bayimur ＞بایمور/bāyimūr)
      - トガンチャル(Toγančal ＞توغانجار/tūghānjār)
        - サシ(Sasi ＞ساسی/sāsī)
          - ノカイ(Noγai ＞نوقاى/nūqāy)
            - エレゼン(Erezen ＞یرزن/īrazan)

## 歴代オルダ・ウルス当主
1. オルダ
2. コンクラン
3. テムル・ブカ
4. コニチ
5. バヤン
6. クペレク
7. サシ・ブカ
8. エレゼン